# 擺式列車

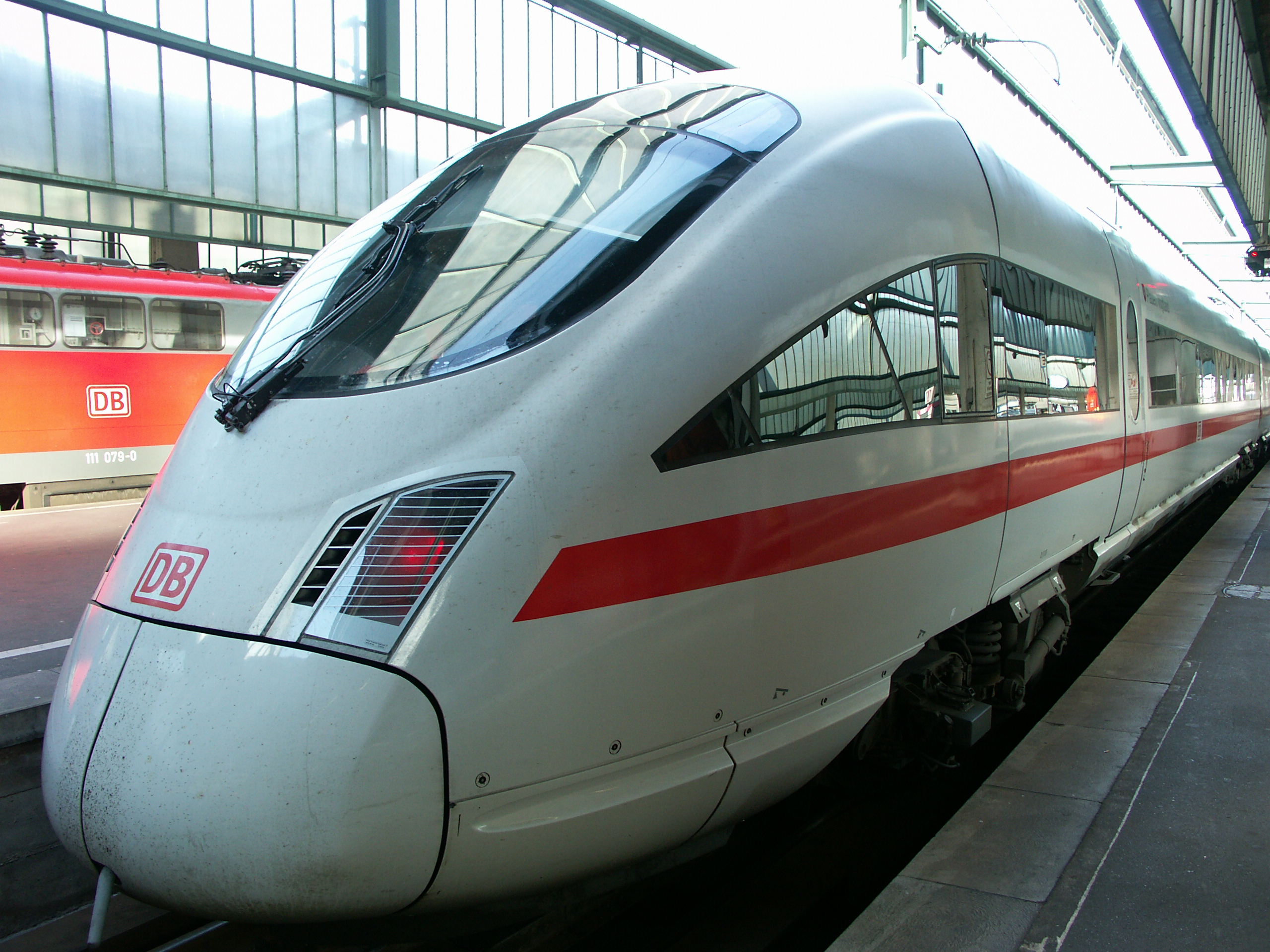
ICE-T列車停靠於斯圖加特火車總站

擺式列車（或稱擺錘式列車、搖擺式列車、振子式列車）是一種車體轉彎時可以違背鐵軌固有設計傾斜度而加強側向擺動的列車。相較於普通列車，傾斜式列車可在通過爲較慢速度列車設計的低傾角彎道時超出軌道設計速度行駛，從而節省行駛時間：缺點在於列車及軌道的維護成本都會提高。

## 原理

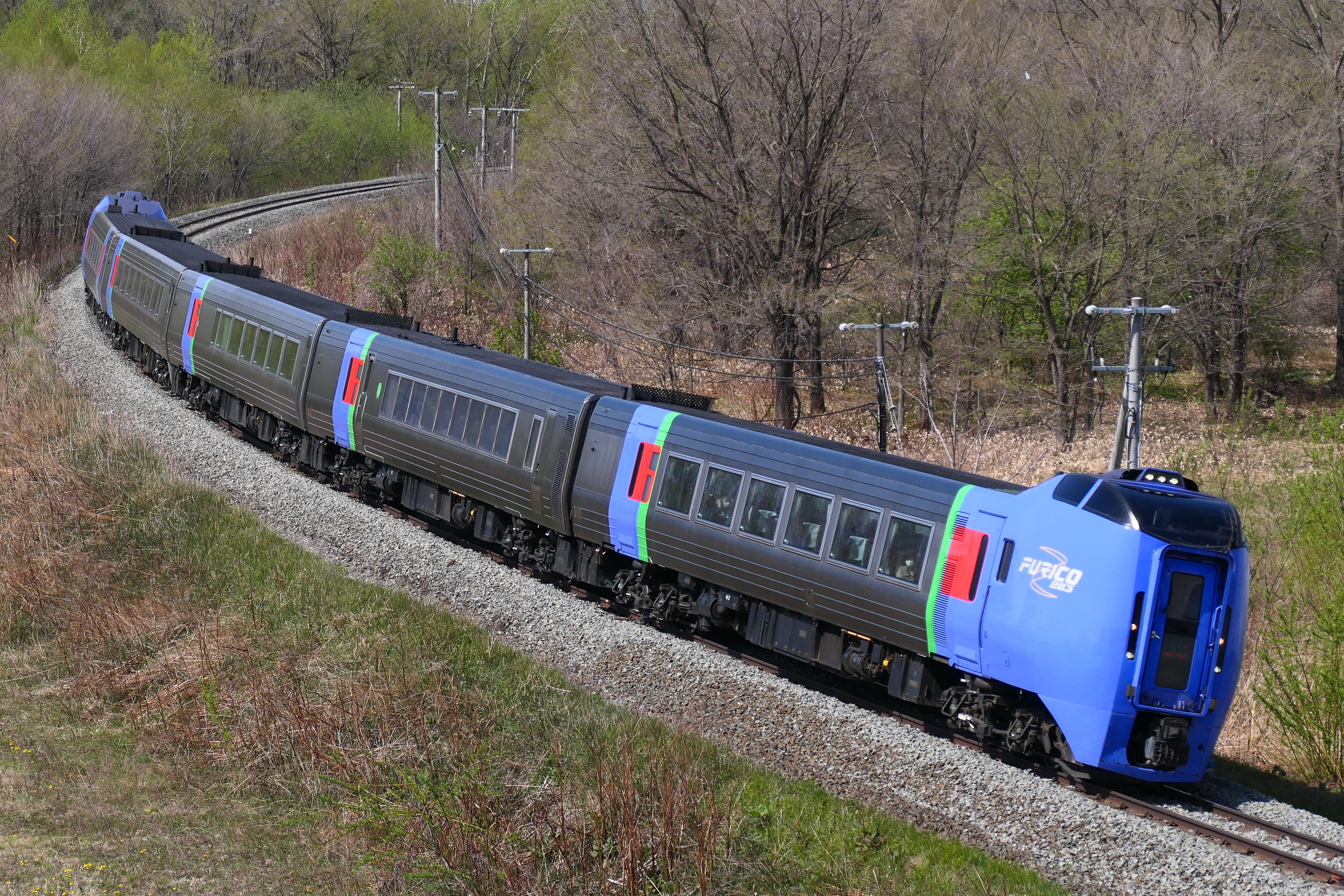
傾斜過彎中的JR北海道283系柴聯車

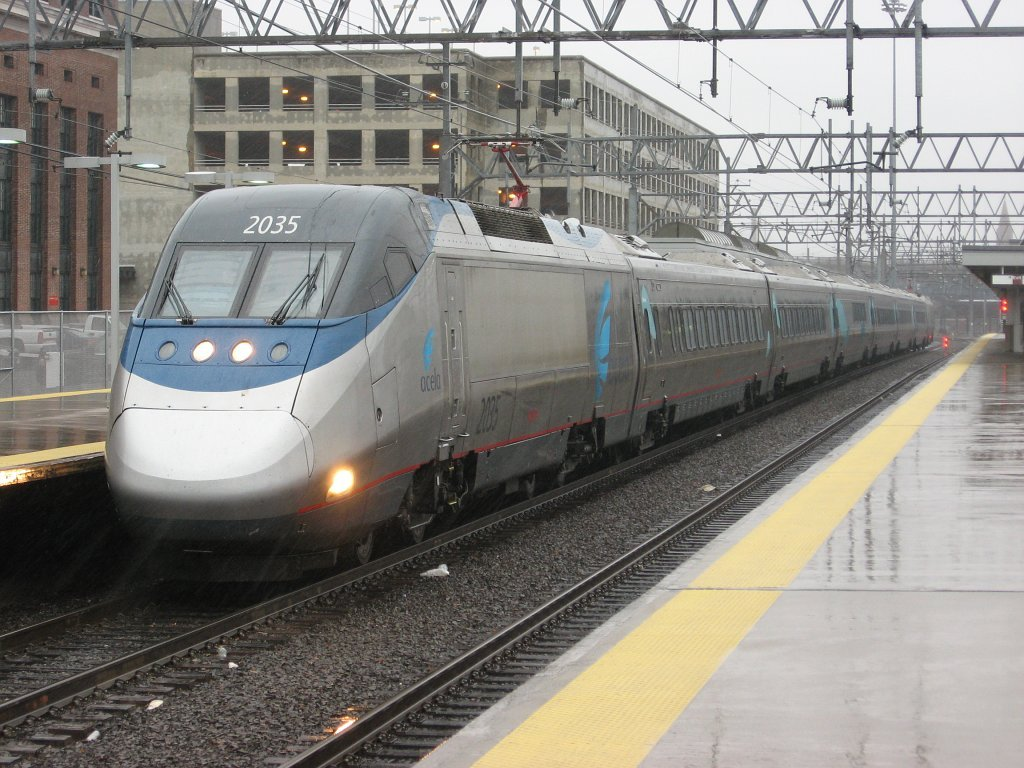
推拉式的美鐵Acela特快也利用主動擺動來增加過彎時速度

當任何車輛以高速轉彎，車內的物件和乘客都會受到慣性的影響。因為車內的物件以本來慣性直線前進，與車輛轉彎後的前進方向不一致，於是產生了相對的速度變化。在鐵路列車上，引致車廂內的物件和行李傾側滑行，座位上的乘客亦會被壓向一旁，而站著的乘客更可能失去平衡跌倒。
飛機和單車能夠以較高速轉彎，因為它們在轉彎的時候都會向側面傾斜。但汽車或鐵路列車的車輪必需著地，本身並不能夠傾斜。為了使到它們可以無需減速高速轉彎，高速公路及高速鐵路的路軌在彎曲處都被建成向內傾斜的弧形。這樣交通載具及車內乘客所需要的向心力便可以由來自路軌的支持力之分量來提供。
對汽車使用的道路來說，這種傾斜非常重要。如果汽車轉彎時的速度過高，輪胎和地面的摩擦力會不足以提供夠大的向心力，導致轉彎曲率不夠大，而偏離車道。對鐵路來說，重心高的車輛以太過高的速度駛過急彎，亦存在着翻側的可能性。將路軌建成斜的弧形亦是避免這種可能的方法。但是一般來說，當列車還未接近足以翻側的速度和急彎，乘客所感受到的不適已非常嚴重。故此大多數的鐵路設計時所考慮到的，並非避免車輛翻側，而是乘客所感的不適。
弧形路軌所需要的傾斜角是根據預計車輛經過行駛時的速度來決定。如果車速高，傾斜便要較多。部分在1960至1970年代所建成的高速線路卻出現了一個問題，適合高速客運列車行駛的傾斜角度，並不適合普通速度的客車和貨車。法國及日本的高速鐵路結果都需要建造專線，盡量減少彎曲的路線。至於其他因為多山，或者沒有空間或金錢投資建設新路線的國家，唯有採用其他方法提高鐵路的營運速度。例如英國，多數的鐵路都是早年車速甚低的時候建造。這些路線現在都變成了建築密集的地區，要重建比較困難。義大利則因為多山，路線必然多彎。這些國家於是投資發展了擺式列車。
擺式列車供乘客乘座的車體在轉彎時可以側向擺動。當車輛向左轉時，車體向左傾擺，讓來自路軌的支持力提供足夠的向心力讓車產生向左之加速度。列車可以是靠慣性自行擺動的被動擺式，亦可以是由電腦控制，動力輔助的主動擺式。
早期的車體傾斜裝置可區分為：利用慣性把向心力透過連桿等機械裝置使車體自然傾斜的「自然傾斜式」（被動擺式）與利用感測器檢測向心力大小再透過電動或油壓等方式強制使車體主動傾斜的「控制形傾斜式」（主動擺式） ；前者主要是由日本於國鐵時代所研發並加以實用化，而後者主要是由歐洲方面所主導，其中又以義大利所開發的傾斜式列車最為成功與普及。
在日本，自然傾斜式的列車開始營運以後，便有許多乘客出現類似暈車或暈船的不適應感。經追查後發現其最大原因在於：自然傾斜裝置在使列車傾斜地通過曲線軌道後，恢復正位時會產生如鐘擺效應般的左右來回晃動。在了解原因後，開發者為此增加了抑制來回晃動的機構。之後又為了加強自然傾斜式列車的性能，增加了利用列車上的ATS檢知系統，預先得知前方彎曲路線的資料；使列車在進入曲線軌道前先緩緩地傾斜車體，並在通過曲線後迅速地恢復正常位的控制形自然傾斜式。此種傾斜方式於1990年代開始進入實用化，並受到民營化之後的各家JR旅客鐵道公司青睞而紛紛加以採用。 
除了上述的車體傾斜控制系統，另外還有一種利用轉向架上空氣彈簧氣壓控制列車微幅傾斜的裝置。 相對於傳統的傾斜裝置，這種利用空氣彈簧內的氣體壓力改變而伸縮，使列車能微幅左右傾斜的裝置。此裝置有著低成本與輕量化的好處，故也被稱為簡易型傾斜裝置。不過此種傾斜裝置除了因為空氣彈簧機械特性而使反應較不靈敏外，也因為其頻繁伸縮亦會加速相關組件的耗損速率。在日本，最新型的N700系新幹線也採用了這套簡易系統來提升其過彎的速度。

## 種類
1969年，首列擺式列車聯合飛機公司燃氣輪客車由“聯合飛機公司”（UAC，現聯合技術公司）製造，在加拿大國家鐵路和美國國鐵投入服務，一直在多伦多至蒙特利尔之間行駛，直至1984年。UAC 屬被動擺式，行駛舒適程度一般，亦有不少機械毛病。
意大利的 Pendolino （即義大利文「搖擺」之意）擺式列車最初由(FIAT)製造，ETR401型最先在1975年投入服務。1980年代Pendolino發展出非常成功的ETR450型，在欧洲其他國都有使用。
英國在1970至80年代曾硏究發展出名為Advanced Passenger Train（APT）的擺式列車，但由於技術原因沒有投產。最後英國將知識產權轉移給意大利的 Pendolino。
加拿大之後亦發展出LRC（Light, Rapid, Comfortable）擺式列車，由龐巴迪公司製造。LRC 的車輛是獨立的，由動力輔助擺動，可以跟普通非擺式的車輛混合行走。1980年首先在美國Amtrak行駛，之後在加拿大使用至今。
德国的403型擺式列車在1978年投入服務，在法兰克福提供機場鐵路服務。之後曾嘗試在萊茵河谷使用，後來因為乘客投訴在轉彎時感到暈車不適而暫停擺動功能。
瑞典的X 2000於1990年9月開始在瑞典斯德哥爾摩至哥德堡之間運行城際列車，在斯德哥爾摩附近的高速新線運轉速度則可達到210km/h，車程約為3小時。此後X2000以斯德哥爾摩為中心，目的地除哥德堡外，又擴展至馬爾默（Malmö）、厄斯特松德（Östersund）、布羅斯（Borås）等城市。2002年5月，厄勒海峽大橋通車後，部份班次更從馬爾默延伸至瑞典國外，到達丹麥首都哥本哈根。另外X2000曾出口至中国（称为新时速），运行于广深铁路。
瑞士的ICN擺式列車在2000年8月開始提供服務，行走日内瓦經苏黎世至聖嘉倫之間的路線。
早期擺式列車使用傳統的伺服馬達。因為伺服馬達未能對轉彎時產生的轉向力即時作出反應，這些些微差別引起了非常輕度的搖晃。乘客雖然不會意識到這種輕微的晃動，但仍然會感到有暈車的不適感。Pendolino 的ETR401於每輛車使用獨立的陀螺儀，這種構造亦是必然會產生少量的時間延緩。英國的APT 試圖將陀螺儀放在列車的兩端，由它們控制全車的擺動。但當時的控制技術似乎仍未成熟。
現代的擺式列車能夠透過訊號系統知道前面路軌的弧度，準確改變每一車輛的傾側。乘客已經很少會感到暈車不適。
在台灣，由於宜蘭線彎道較多，且北迴線完成電氣化，為縮短台北花蓮間行車時間，臺灣鐵路管理局向日本日立公司採購與日本JR九州「885系」電車同型之TEMU1000型電聯車，已於2007年5月8日正式投入樹林～臺北～花蓮間做為太魯閣號營運；後配合台東線電氣化，又向日本車輛製造公司採購TEMU2000作為普悠瑪號使用。
日本亦有不少的擺式列車，稱為「振子列車」，除了新幹線的N700系、E5系及E6系外，都是窄軌車型。澳洲昆士蘭州的長途火車，從布里斯班至凱恩斯有混合的電氣柴油列車，而布里斯班至洛咸頓之間為電氣化的窄軌擺式列車，是目前最快的窄軌鐵路。

## 各國的傾斜式列車

### 使用慣性擺動的列車
- 西班牙 Talgo
- 美國、加拿大 UAC燃氣輪客車
- 日本 國鐵591系電聯車、國鐵381系電聯車、國鐵KiHa391系柴聯車

### 使用加速計控制
- 美國、加拿大 LRC（列車）（英语：LRC (train)）

### 電腦控制擺動
- 德國：ICE-T/TD
- 瑞典：X2000（其中一列出口到中國，名為「新時速」，曾在廣深線及港穗直通車上使用，退役後曾封存，其中5節中間車廂及1節電力機車經過翻新後重新投入瑞典國鐵服務）
- 意大利、英國、芬蘭、斯洛文尼亞：潘多利諾
- 英國：英國鐵路221型柴聯車、英國鐵路390型電力動車組
- 美國：Acela
- 瑞士：ICN
- 臺灣：TEMU1000（太魯閣號）、TEMU2000（普悠瑪號）

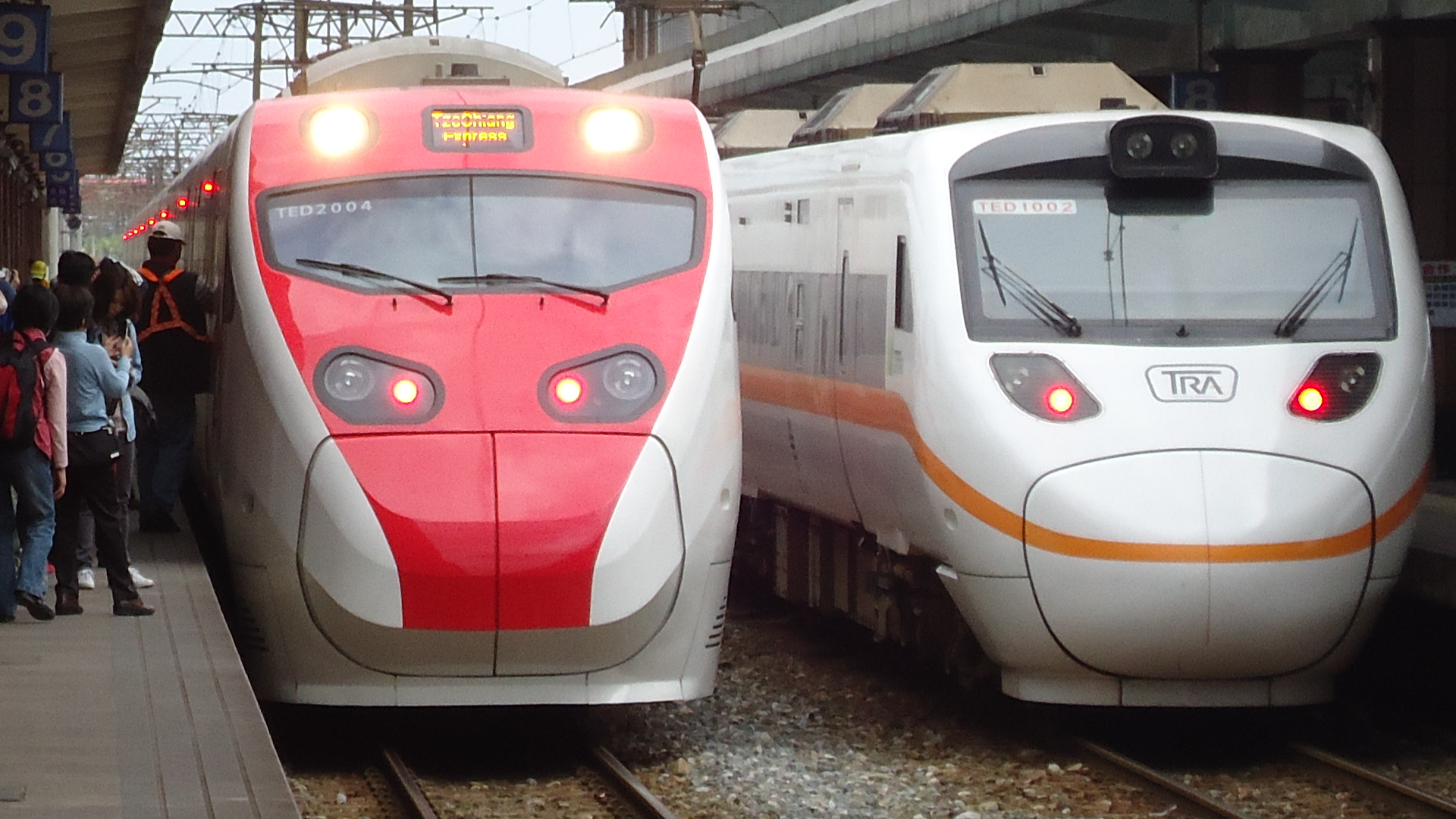
臺灣現役的2款傾斜式列車─普悠瑪號(左)與太魯閣號(右)